# Краг, Нильс
Нильс Краг (дат. Niels Krag; 1568, Рибе — 14 мая 1602) — датский историограф.

## Биография
В своё время Нильс занимал должность профессора истории в Копенгагене. Впоследствии являлся историографом при короле. На молодого учёного возлагались необычайно важные миссии дипломатического характера. Из всех его трудов при жизни был издан всего один трактат - «De republica lacedaemoniorum» («О республике Лакедемонян», 1593). Нильсу не удалось завершить работу над своим главным трудом - «Анналы Христиана III». События в данном труде охватывают период с 1533 по 1550 годы. Изданы они были лишь в 1737 году; переведены на датский язык в 1776 году. В содержании произведения особо чувствуется присутствие апологетического настроения. Автор особенно выделяет сведения о дипломатических связях  Дании с соседними государствами — Англией, Францией и Шотландией. Анналы записаны весьма напыщенным слогом; было вставлено небольшое количество речей.